# 海道進
海道 進（かいどう すすむ、1923年〈大正12年〉1月16日 - 2011年〈平成23年〉2月19日）は、日本の経営学者。学位は、経営学博士（神戸大学・論文博士。神戸大学名誉教授。元日本経営学会理事長。

## 略歴
福井市出身。1942年和歌山高等商業学校卒、1947年神戸経済大学（現神戸大学）卒、1949年同助手、1951年神戸大学経営学部講師、1953年助教授、1964年教授。1980-82年経営学部長、1983年日本経営学会理事長、1986年定年退官、名誉教授、奈良産業大学教授。1962年「社会主義企業経済学の方法論的研究」で神戸大学より経営学博士の学位を取得。社会主義下での経営を研究した。1998年、勲二等瑞宝章受章。弟子に谷本寛治。子も経営学者の海道ノブチカ。

## 著書
- 『社会主義企業経済学研究 ソ同盟の部門経済学の方法論争における社会主義工業企業経済学の研究』東洋経済新報社 1958
- 『社会主義企業経済学』森山書店 経営学叢書 1961
- 『現代社会主義企業論』神戸大学研究双書刊行会 1966
- 『社会主義賃金の理論』ミネルヴァ書房 経営経済学選書 1970
- 『経営労働論 第1巻 (方法論 上)』千倉書房 1974
- 『社会主義企業計画論』中央経済社 1974
- 『経営労働論 第2巻 (方法論 中)』千倉書房 1977
- 『賃金論原理 資本主義と社会主義の賃金』同文館出版 1982
- 『社会主義経営学の発展』白桃書房 現代経営学全集 1983
- 『社会主義企業概論』千倉書房 1983-84
- 『経営学説論稿』千倉書房 1985
- 『社会主義企業管理論 上巻』千倉書房 1987
- 『資本主義と社会主義の経済競争』税務経理協会 1996
- 『企業経営原理』税務経理協会 1997

### 共編著
- 『賃金法則論』浅野敞共著 ミネルヴァ書房 1963
- 『職務給の研究』浅野敞共編 ミネルヴァ書房 1966
- 『アメリカ労務学説研究』三戸公共編 未来社 1968
- 『ドイツ経営学説史』吉田和夫共編著 ミネルヴァ書房 経営経済学選書 1968
- 『現代労務管理概論』島弘共編 有斐閣双書 1973
- 『現代の個別資本理論』大橋昭一共編著 千倉書房 1990
- 『現代ドイツ経営経済学』吉田和夫, 大橋昭一共編著 税務経理協会 1997
- 『労使関係の経営学 日米欧労使関係の歴史と現状』森川譯雄共編著 税務経理協会 1999